# Theclopsis demea
Theclopsis demea är en fjärilsart som beskrevs av William Chapman Hewitson 1874. Theclopsis demea ingår i släktet Theclopsis och familjen juvelvingar. Inga underarter finns listade i Catalogue of Life.

## Bildgalleri

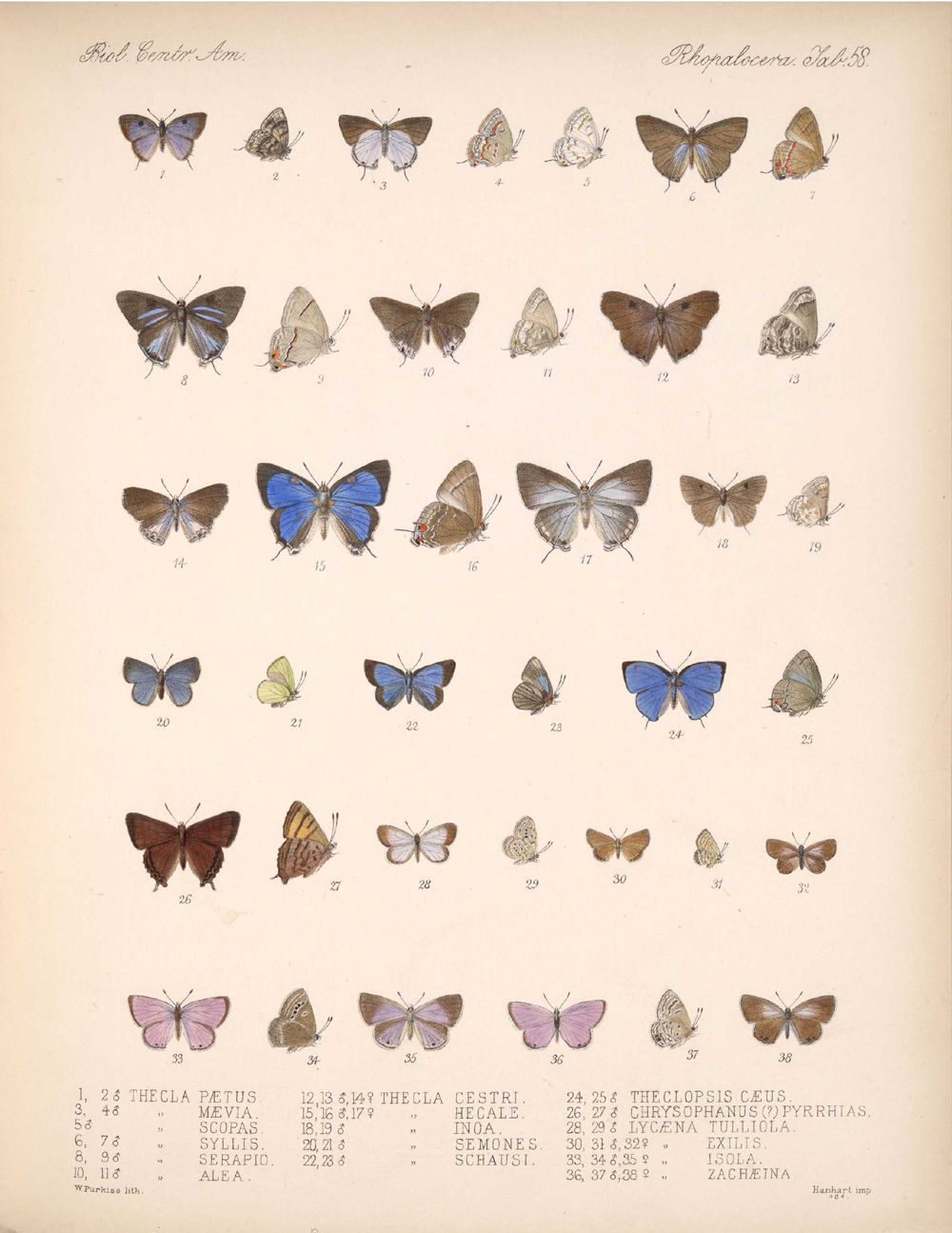
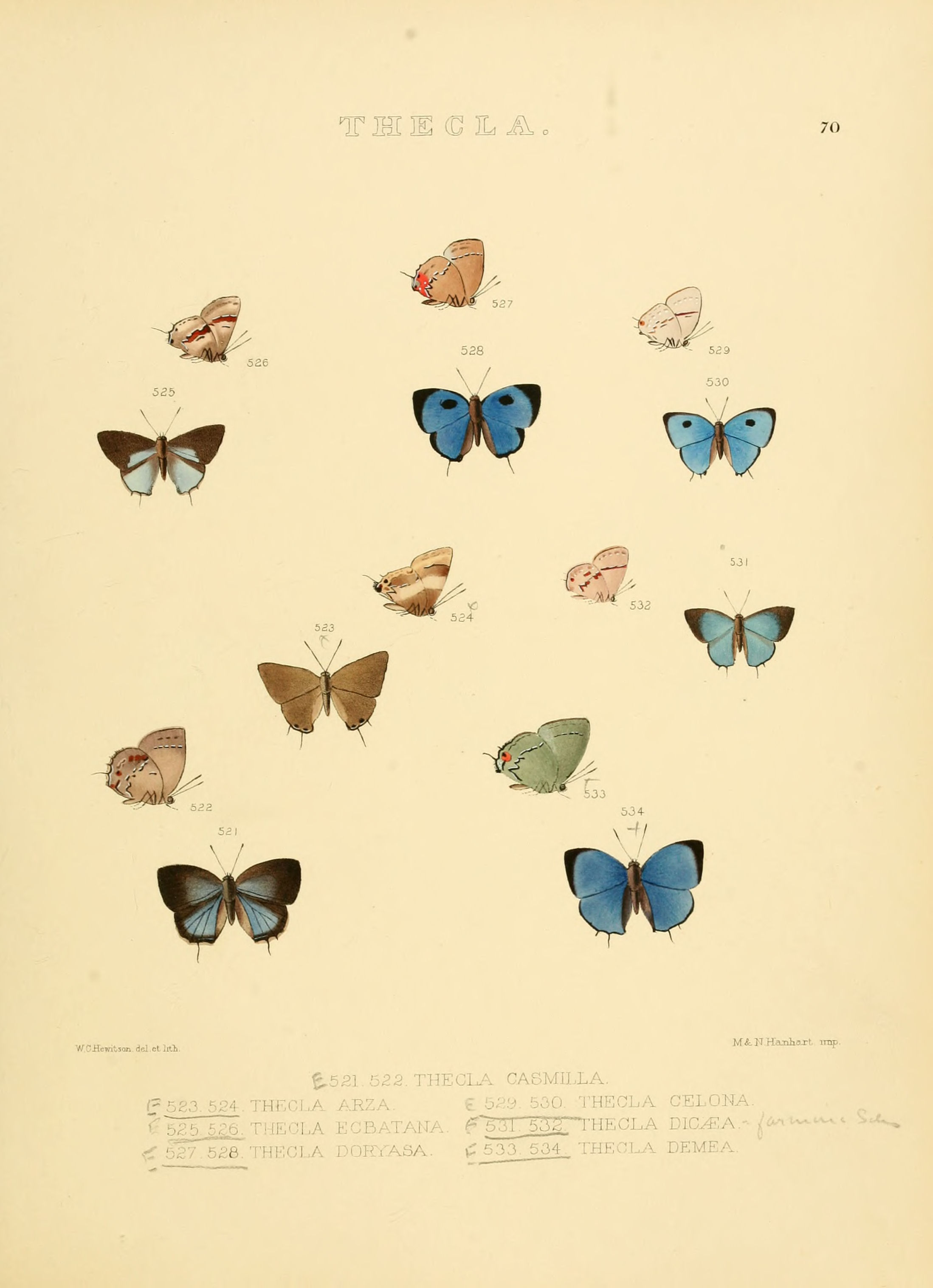